# 篠原幸太郎
篠原 幸太郎（しのはら こうたろう、1982年10月4日 - ）は、日本のモデル。長野県出身。身長177cm、血液型A型。 
TOKYO1週間などの雑誌モデルとして、またシブスタ S.B.S.Tや再現ドラマなどでテレビにも出演。
ロックバンドのリーダーも務めている。

## 出演番組
- E娘! (2006年6月29日)

| スタブアイコン | サブスタブ | この項目は、まだ閲覧者の調べものの参照としては役立たない、音楽関係者（バンド等）に関連した書きかけの項目です。この項目を加筆・訂正などしてくださる協力者を求めています（P:音楽/PJ:芸能人）。 |